# Mot naturen
Mot naturen är en norsk dramafilm från 2014 i regi av Ole Giæver, med Giæver själv i huvudrollen. Den handlar om en man på en fjällutflykt och skildrar mannens inre medvetandeström. Den norska premiären ägde rum 19 september 2014.

## Utmärkelser
Filmen vann priset för bästa manliga huvudroll och bästa producent vid festivalen Kosmorama i Trondheim. Den blev nominerad till Nordiska rådets filmpris.